# 43M Turán
A 43M Turán a Magyar Királyi Honvédség számára a második világháború idején kifejlesztett nehéz harckocsi volt. Sorozatgyártására nem került sor, mindössze egy prototípusa készült el két különböző kialakítású toronnyal. Hosszú csövű Turán 75 néven is ismert.
Az új harckocsitípusnak a hosszúcsövű, 75 mm űrméretű löveggel ellátott Turánt szánták. A sok reménnyel kecsegtető 43 M 75 mm-es hosszú csövű páncéltörő ágyúból gyártási gondok miatt csak kettő darab készült.

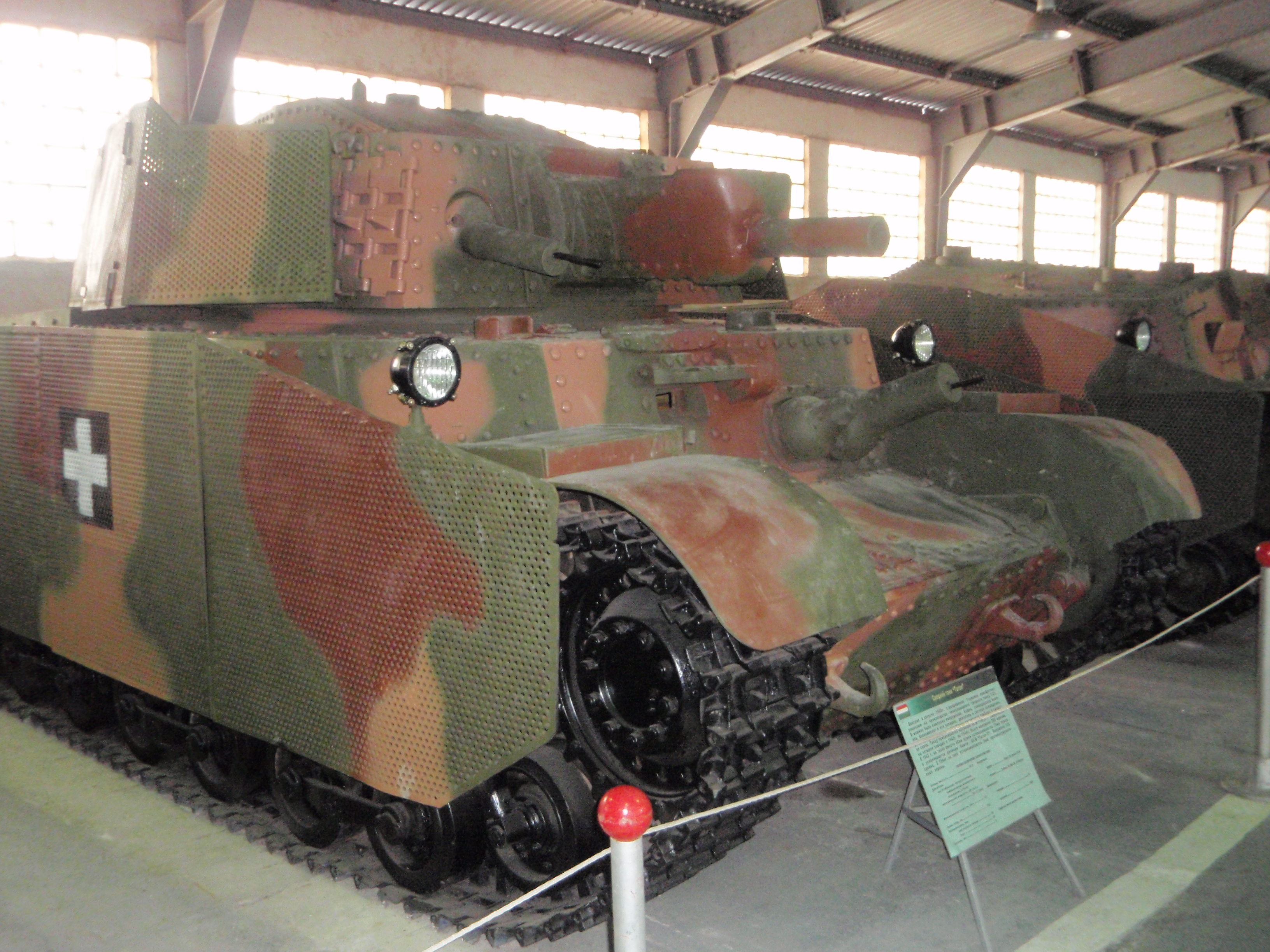
Turán II a Kubinkai Harckocsi Múzeumban

1943-ban a Weiss Manfréd Művek szakemberei megszerkesztették a Turán II. változatot. A kísérletekhez a 012. alvázszámú harckocsit használták fel, melyhez kétféle kísérleti tornyot készítettek. A 75 mm-es ágyú beépítése miatt a torony kiegyensúlyozatlan lett, ezért az egyik tornyot meghosszabbították, a másikat megmagasították. Az utóbbi megoldással Bertholomeidesz ezredes ötletét valósították meg, hogy a parancsnok állva irányíthasson, a kinyitott kupola takarja, de a prizmákon lásson  ki. Ez az ötlet azonban nem vált be: a harckocsi nagyon magas lett. A legyártott 2 db löveg közül egyet a Turán III., egyet a Zrínyi I prototípusa kapott. Az előbbi típus 1944 tavaszán hagyta el a szerelőcsarnokot. Írásos dokumentáció további sorsáról eddig még nem került elő. A visszaemlékezések szerint a HTI-ben a szükséges vizsgálatot lefolytatták. A mellső páncél vastagságát 80 mm-esre növelték. Védettségét az előtétpáncélzat (kötényezés) is növelte. Azonban a fegyver hatékonysága és a harckocsi védettségének növekedése a mozgékonyság csökkenésével járt együtt, ugyanis amíg a motor teljesítménye változatlan maradt, a jármű tömege pedig 21 tonnára nőtt.
A harckocsi védettségének kötényezéssel való növelése a Weiss Manfréd szakembereinek ötlete volt. A diósgyőri gyárban 5 ill. 8 mm vastagságú szívó acéllemezből perforált kivitelben készítették a védőlemezeket. Oldalanként 3-4 lemezből állították össze és a sárvédőkre felhegesztett kampókra helyezték. A felfüggesztést úgy alakították ki, hogy ne legyen merev, de a lemezek mégis olyan biztosan álljanak, hogy a terepakadályoknál is rögzítve maradjanak. A tornyot és a parancsnoki kupolát a homlokpáncél kivételével szintén ellátták előtétpáncéllal, a PzKpfw IV H/J-hez hasonlóan. Távolsága a főpáncéltól 250 mm volt, felszerelését a csapatjavító műhelyekben is el tudták végezni.  Weiss Manfréd gyártól 300 készlet került a csapatokhoz és a Turánok nagy részét fel is szerelték vele. A tömeg csökkentése érdekében a páncéllemezeket perforálták, de így is 1 tonnával növelték a harckocsi tömegét.
A Turánok átépítése Turán III. típusúvá már nem valósulhatott meg. 1944 júliusában és augusztus elején a Weiss Manfréd Műveket ért sorozatos bombatámadások miatt erről a tervről le kellett mondani.